# Ілія Бешков
Ілія Бешков (болг. Илия Бешков / Ilia Beshkov / Ilija Beškov / Ilija Beschkow; 24 липня 1901, Долішній Дибник, Плевенська область, Болгарія — 23 січня 1958, Софія, Болгарія) — болгарський графік, гравер, карикатурист, ілюстратор; можливо, найвідоміший графік Болгарії.

## Біографія
Ілія Бешков народився 24 липня 1901 в селі Долни-Дибник Плевенського округу. Навчався в 1921–1926 рр. в організованій в 1896 р. Софійській Академії мистецтв. (Спочатку був період навчання на юридичному факультеті Софійського університету (1918-1920).)
У 20-х — 30-х роках виступав у таких журналах, як «Жупел», «Ек» («Відлуння») і ін. з сатиричними малюнками антиурядового характеру. Публікував також побутові карикатури, пройняті гострою соціальною сатирою. Після окупації Царства Болгарія російсько-большевицькими військами 1944, співпрацював у центральних виданнях Болгарії, в журналі «Стършел»(болг.) («Ґедзь»).
Як свідчать розсекречені архіви болгарського КДБ (ДС, «държавна сигурност»; розпущеного в 1990), Бешков був під постійним наглядом, як «хитрий ворог» комуністичної влади.

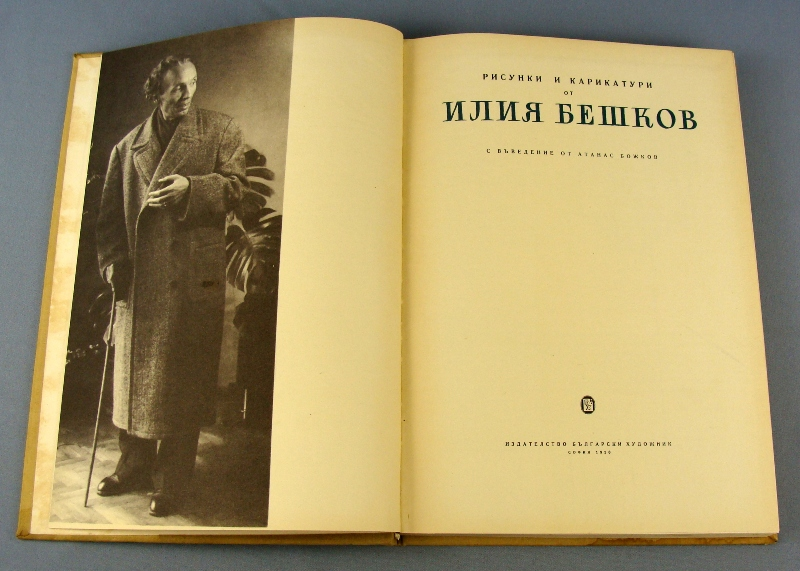
Титул однієї з монографій «Ілія Бешков»

Внесок Бешкова у графічне мистецтво — в розробленій ним особливій манері живописного світлотіньового малюнка. Ілля Бешков жив і працював у Софії; він був професором Софійської національної художньої академії.
Помер 23 січня 1958 року в Софії.

## Визнання
У Плевені є галерея, названа на честь художника «Ілія Бешков». Колекція болгарського мистецтва з кінця XIX століття до 1970-х з багатим зібранням робіт самого патрона галереї, І. Бешкова.